# Cryptanthus bahianus
Cryptanthus bahianus är en gräsväxtart som beskrevs av Lyman Bradford Smith. Cryptanthus bahianus ingår i släktet Cryptanthus, och familjen Bromeliaceae. Inga underarter finns listade i Catalogue of Life.

## Bildgalleri

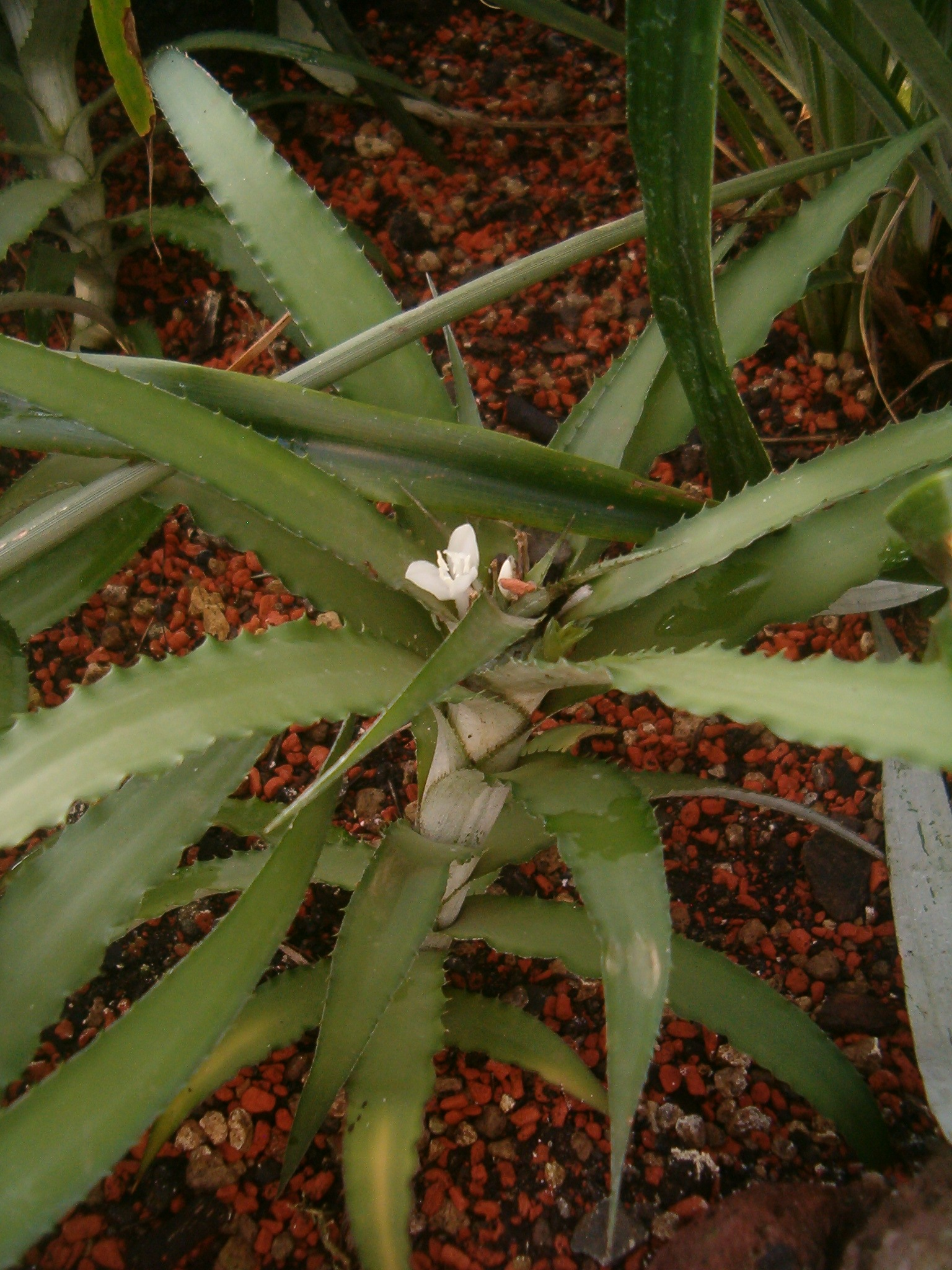
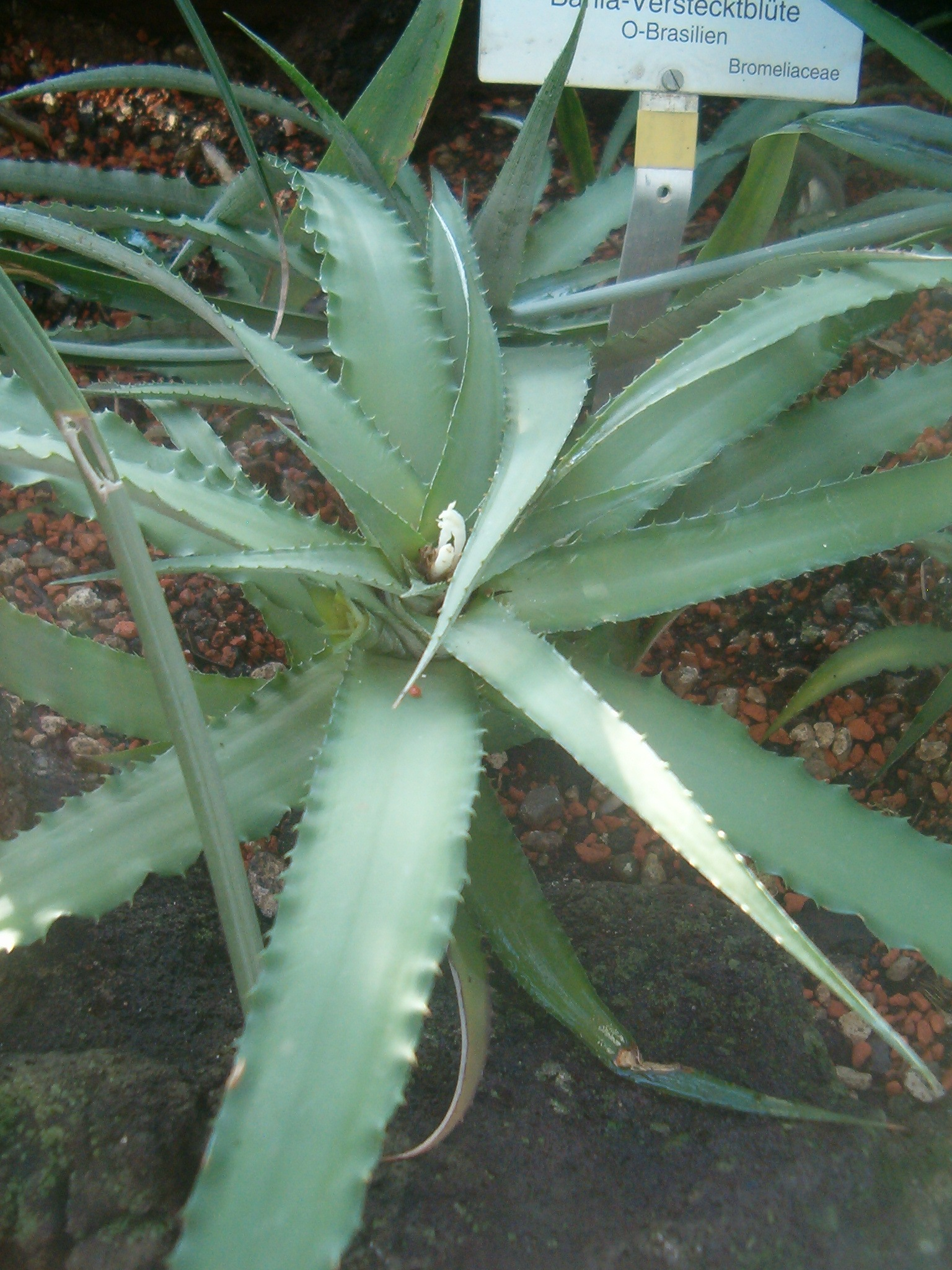
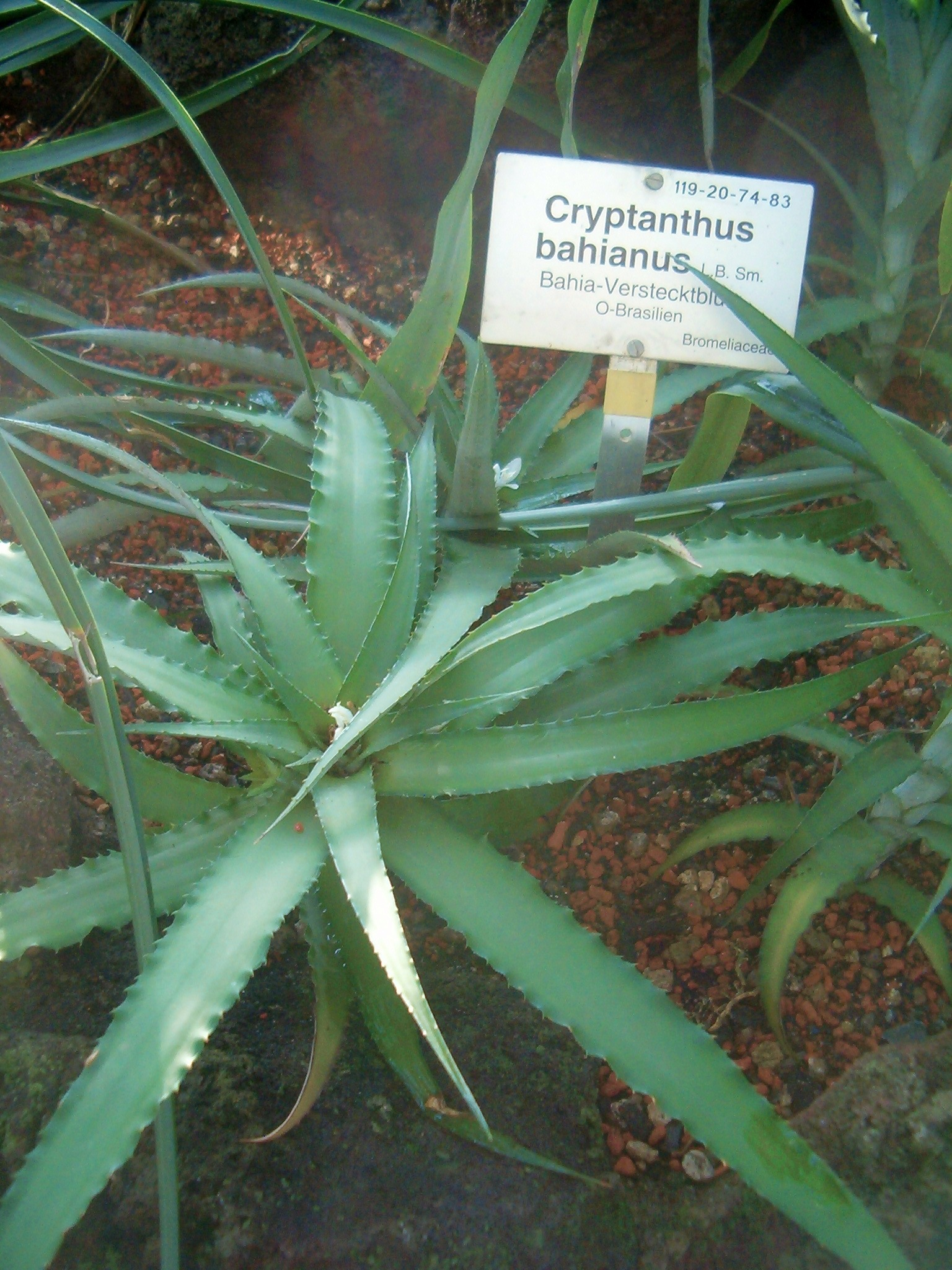